# Округ Гелњица
Округ Гелњица (слч. Okres Gelnica) округ је у Кошичком крају, у Словачкој Републици. Административно средиште округа је град Гелњица.

## Географија
Налази се у сјеверозападном дијелу Кошичког краја.
Граничи:
- на сјеверу је Прешовски крај,
- сјеверозападно Округ Спишка Нова Вес,
- источно Округ Кошице-околина,
- јужно и западно Округ Рожњава.

Клима је умјерено континентална.

## Становништво
| Година:    | 1994.  | 2004.   | 2014.   | 2024.   |
| ---------- | ------ | ------- | ------- | ------- |
| Број људи: | 30 034 | 31 006  | 31 504  | 31 787  |
| Разлика:   |        | +3,23 % | +1,60 % | +0,89 % |

| Година:    | 2023.  | 2024.   |
| ---------- | ------ | ------- |
| Број људи: | 31 736 | 31 787  |
| Разлика:   |        | +0,16 % |

Према подацима о броју становника из 2011. године округ је имао 31.325 становника. Словаци чине 82,67% становништва.
| Етнички састав (2011)‍ | Етнички састав (2011)‍ | Етнички састав (2011)‍ | Етнички састав (2011)‍ | Етнички састав (2011)‍ |
| --------------------- | --------------------- | --------------------- | --------------------- | --------------------- |
|                       |                       |                       |                       |                       |
| Словаци               | Словаци               |                       | 0                     | 82,67%                |
| Роми                  | Роми                  |                       | 0                     | 8,91%                 |
| Немци                 | Немци                 |                       | 0                     | 0,77%                 |
| Рутени                | Рутени                |                       | 0                     | 0,51%                 |
| остали, непознато     | остали, непознато     |                       | 0                     | 7,14%                 |

## Насеља
У округу се налази један град и 19 насељених мјеста.